# Оберхельфеншвиль
Оберхельфеншвиль (нем. Oberhelfenschwil) — населённый пункт в Швейцарии, входит в состав коммуны Неккерталь округа Тоггенбург в кантоне Санкт-Галлен.
Население составляет 1249 человек (на 31 декабря 2021 года).
До 2022 года был самостоятельной коммуной (официальный код — 3375). 1 января 2023 года присоединён к коммуне Неккерталь.